# 공유 (법률)
공유란 물건이 지분에 의하여 수인의 소유로 된 때의 소유관계를 말한다.

## 공유 관계의 성립

### 법률의 규정에 의한 성립
1. 수인 공동의 무주물선점, 유실물 습득, 매장물 발견, 타인의 물건 속에서의 매장물 발견
2. 주종을 구별할 수 없는 동산의 부합, 혼화
3. 공유물의 과실
4. 건물의 구분소유에 있어서의 공용부분 및 경계에 설치된 경계표, 담, 구거
5. 공동상속재산과 공동포괄수유재산

### 당사자의 의사에 의한 성립
1. 하나의 물건을 수인이 공동의 소유로 한다는 뜻의 의사와 합치에 의해 성립한다.
2. 법률행위에 의한 공유의 성립의 특수한 형태로 '명의신탁'이 있다.
3. '공유의 등기', '지분의 등기'를 해야 한다.

### 지분
계약 또는 법률의 규정에 의해 정하여지며 비율이 불명한 경우는 지분은 균등한 것으로 추정한다.

## 판례
- 공유물에 끼친 불법행위를 이유로 하는 손해배상청구권은 각 공유자는 그 지분에 대응하는 비율의 한도 내에서만 이를 행사 할 수 있다[1]
- 건물의 공유지분권자는 동 건물 전부에 대하여 보존행위로서 방해배제청구를 할 수 있다[2].
- 부동산의 1/7 지분 소유권자가 타 공유자의 동의없이 그 부동산을 타에 임대하여 임대차보증금을 수령하였다면...... 위의 경우에 반환 또는 배상해야 할 범위는 위 부동산의 임대차로 인한 차임 상당액이라 할 것으로서 타 공유자는 그 임대보증금 자체에 대한 지분비율 상당액의 반환 또는 배상을 구할 수는 없다[3].

## 참고 문헌
- 최광석, 부동산 공유지분과 경매, 로티스, 2010. ISBN 9788996419907

## 같이 보기
- 미국법상 부동산 공동소유